# مقاطعة أوسترافا-المدينة
مقاطعة أوسترافا-المدينة (بالتشيكية: Okres Ostrava-město)‏ هي مقاطعة (أوكريس) في إقليم مورافيا-سيليزيا في جمهورية التشيك.
عاصمة هذه المقاطعة هي مدينة أوسترافا.

## اقرأ أيضاً
- مقاطعات جمهورية التشيك